# Tupoljev Tu-444
Tupoljev Tu-444 je koncept nadzvočnega poslovnega letala, ki ga je predlagal ruski Tupoljev. Tupoljev ima veliko izkušenj iz nadzvočnih letal kot so potniški Tu-144 in vojaški bombniki Tu-22, Tu-22M in Tu-160.

## Tehnične specifikacije
Preliminarne specifikacije:
- Posadka: 2
- Kapaciteta: 6–10 potnikov
- Dolžina: 36 m (118 ft 1 in)
- Razpon kril: 16,2 m (53 ft 1 in)
- Višina: 6,51 m (21 ft 4 in)
- Površina kril: 136 m² (1 460 ft²)
- Prazna teža: 19 300 kg (42 550 lb)
- Maks. vzletna teža: 41 000 kg (90 400 lb)
- Motorji: 2 × NPO Saturn AL-32M turbofan, 95 kN (21 400 lbf) vsak

- Potovalna hitrost: Mach 2, 2125 km/h (1 320 mph)
- Dolet: 7 500 km (4 660 mi)
- Obremenitev kril: 300 kg/m² (29 lb/ft²)
- Razmerje potisk/teža: 0,48

## Nadzvočna letala
- Concorde
- Nadzvočno potniško letalo
- Tupoljev Tu-144
- Tupoljev Tu-244
- Aerion SBJ
- Zero Emission Hyper Sonic Transport
- HyperMach SonicStar
- Nadzvočno letalo nove generacije